# Vil·la Otília
La Vil·la Otília és una obra de Sant Just Desvern (Baix Llobregat) protegida com a Bé Cultural d'Interès Local.

## Descripció
Residència unifamiliar situada en una àmplia parcel·la que acusa un desnivell a causa del traçat del carrer, aquest fet va propiciar que la casa se situés en l'interior i que la zona del voltant fos dedicada a jardí. L'accés des del carrer mostra una tanca alta que en la part inferior és de paredat rústec i, per sobre, barana de balustres alternada per pilars baixos. Des de la reixa del carrer arrenca l'escala curvilínia que porta a la casa, situant-se en l'accés un petit porxo. De tot el conjunt destaca la torratxa-mirador que supera amb escreix les dues plantes de què es compon la casa. Aquesta torratxa coronada per coberta a quatre aiguavessos té finestrals apaïsats limitats per petites columnes toscanes i en els extrems cantoneres de maó vist. Totes les obertures són allindades i en dues de les façanes apareixen tribunes que donen lloc a la primera planta la solució de terrasses. Una d'elles de forma poligonal, a manera de bow-window, correspon a la zona d'estar i denota certa influència centreeuropea. Tot el parament és arrebossat llis.